# Pseudonesticus clavatus
Espèce
Pseudonesticus clavatus est une espèce d'araignées aranéomorphes de la famille des Nesticidae.

## Distribution
Cette espèce est endémique du Yunnan en Chine,. Elle se rencontre dans le district de Xishan dans la grotte E-Ren.

## Description
Le mâle holotype mesure 2,36 mm et la femelle paratype 3,24 mm.

## Publication originale
- Liu & Li, 2013 : A new genus and species of the family Nesticidae from Yunnan, China (Arachnida, Araneae). Acta Zootaxonomica Sinica, vol. 38, no 4, p. 790-794.